# تریر (منطقه)
تریر (به آلمانی: Regierungsbezirk Trier) یک منطقهٔ مسکونی در آلمان است که در راینلاند-فالتس واقع شده‌است. تریر ۵۱۲٬۹۹۰ نفر جمعیت دارد.